# طوطی‌کاکلی
طوطی‌کاکُلیان یا کاکاتوان (Cacatuidae) نام یکی از سه بالاخانواده از راستهٔ طوطی‌سانان‌ است که دارای ۲۱ گونه می‌باشد.
طوطی‌کاکلی‌ها در استرالزی سکونت دارند و زیستگاه آن‌ها از فیلیپین و جزایر شرق اندونزی در والاسیا تا گینه نو، جزایر سلیمان و استرالیا ادامه دارد. این دسته از طوطی‌ها برخلاف دیگر طوطی‌ها معمولاً دارای رنگ‌های ساده سفید، سیاه و خاکستری بوده و دارای یک تاج هستند.

## رفتار

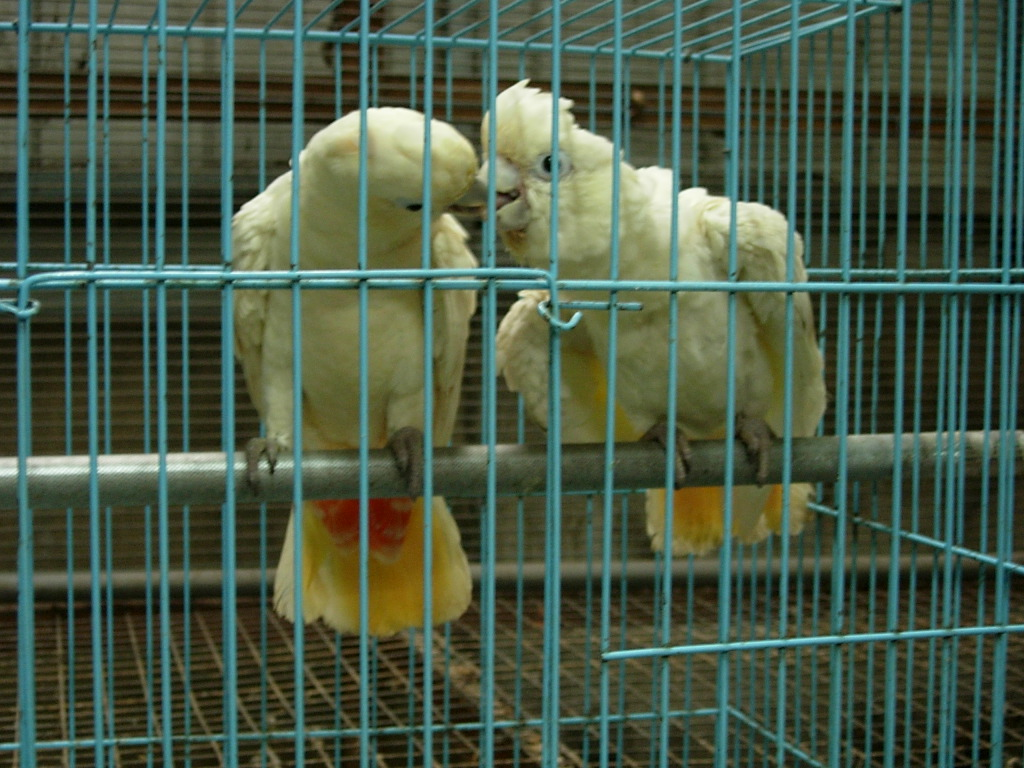
دو کاکادو فیلیپینی در قفس.

طوطی‌های کاکلی پرندگانی روزگرد هستند و به هنگام تاریک شدن هوا به محل زندگی و استراحت خود برمی‌گردند تا استراحت کنند. محبوبیت زیادی به عنوان حیوان خانگی دارند اما تأمین نیازهای آن‌ها عموماً دشوار است. محبوب‌ترین گونه از طوطی کاکلی‌ها جهت نگهداری به عنوان حیوان خانگی عروس هلندی است.
در طوطی‌کاکلی‌ها، تاج کاملاً ایستاده نشانهٔ تعجب، هیجان یا حالت تدافعی طوطی است. تاج خوابیده به سمت عقب نشانه‌ای از ترس یا عصبانیت پرنده بوده و تاج کمی خمیده، حالت معمول و آرام پرنده است. ساییدن نوک به یکدیگر نشانهٔ رضایت کاکاتو است و از سویی جیغ‌هایی با تن صدای بالا نشانه‌ای از ترس و خشم طوطی‌کاکلی می‌باشد.
طوطی‌کاکلی‌ها به میزان زیادی از توجه و ارتباط با صاحب خود نیازمندند. ارتباط فیزیکی بین حیوان و صاحبش باید حداقل دو ساعت در روز باشد.

## تیره‌ها و گونه‌ها
تاکنون ۴۴ گونه و زیرگونه از طوطی‌کاکلی‌ها شناسایی شده‌اند که خود به تیره‌های مختلفی تقسیم شده‌اند. طوطی‌کاکلی نخل با حدود ۱۱۰۰ گرم وزن و ۶۰ سانتی‌متر طول بزرگ‌ترین طوطی کاکلی است.

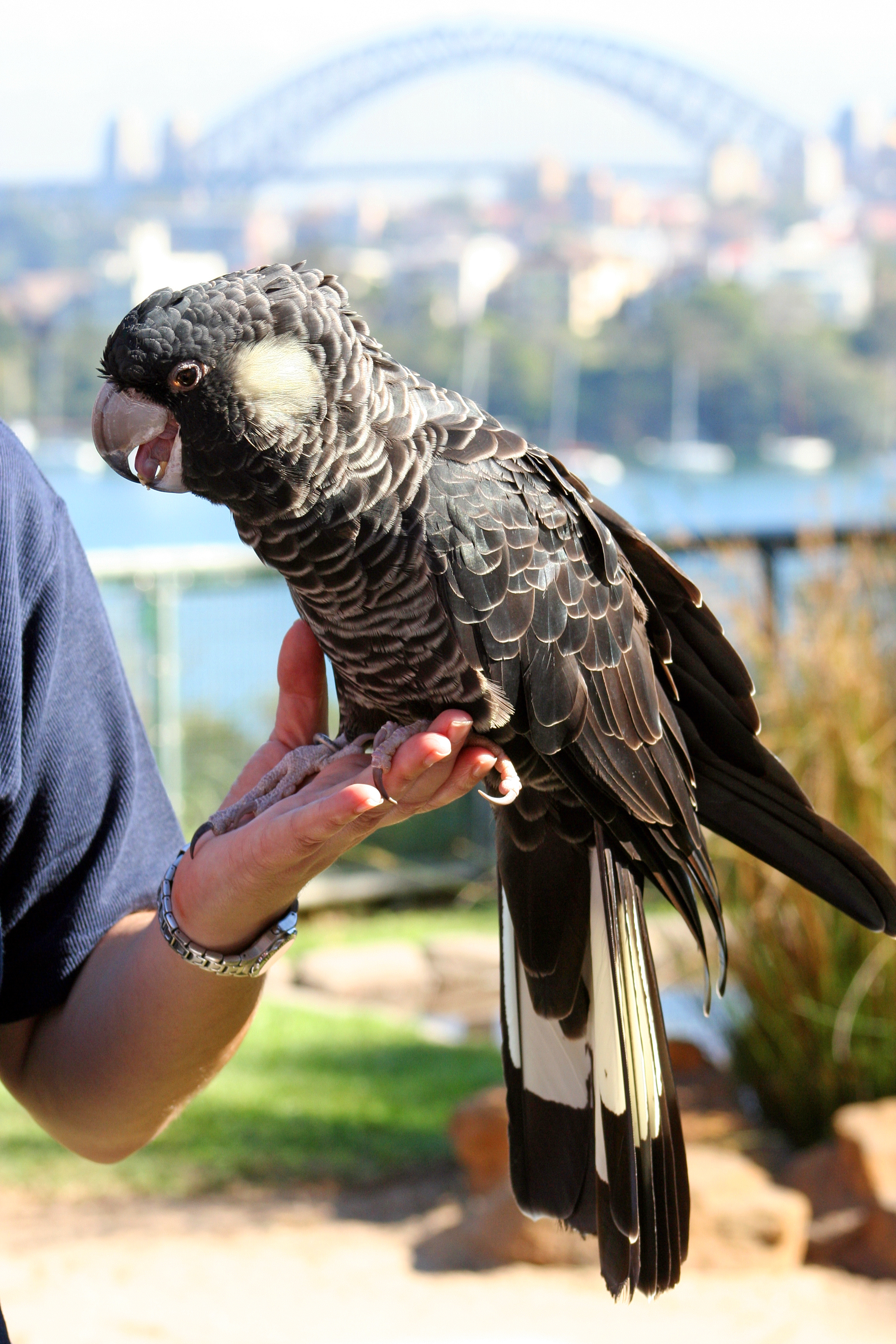
طوطی‌کاکلی سیاه نوک‌کوتاه در باغ‌وحش تارونگا سیدنی

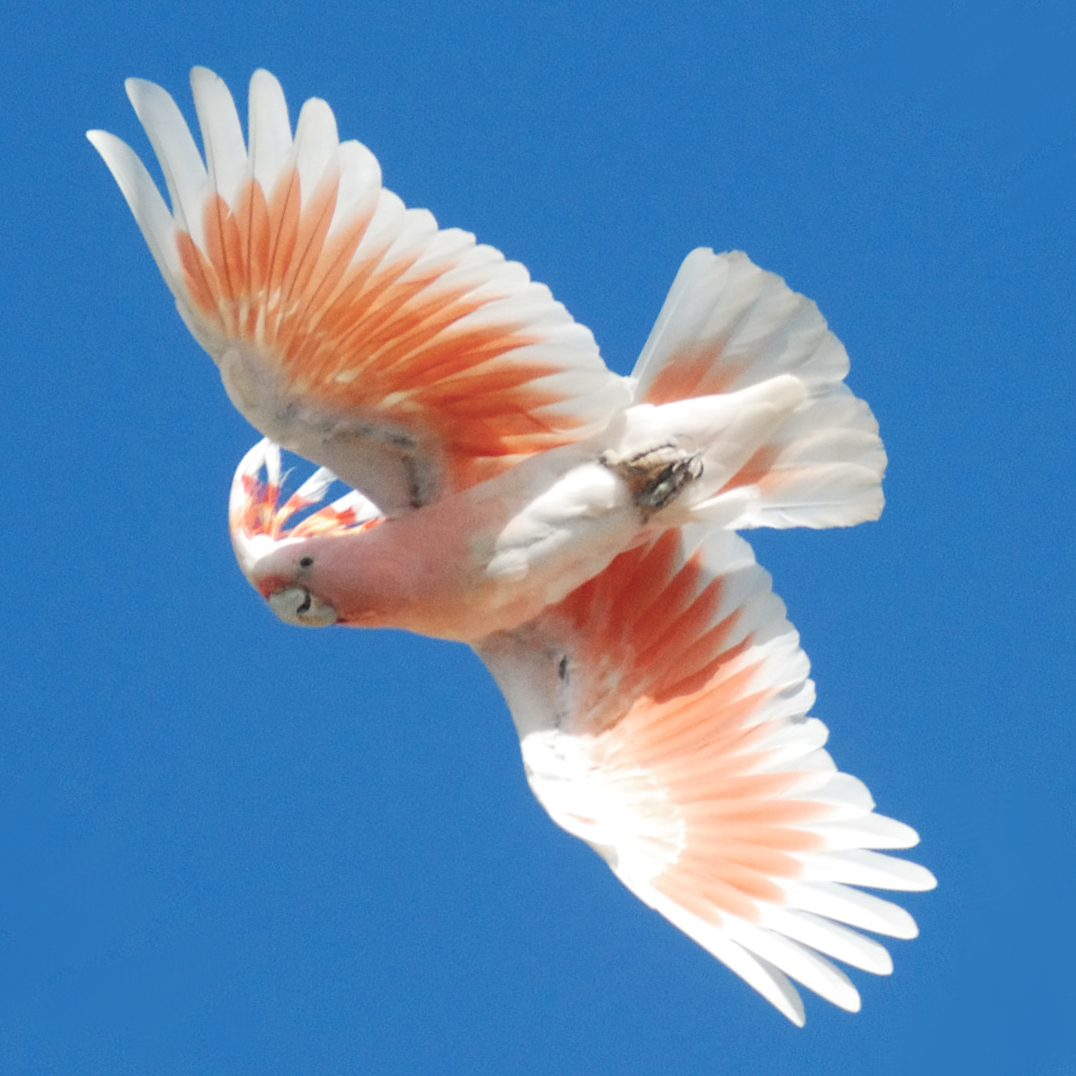
یک طوطی‌کاکلی صورتی در حال پرواز در استرالیا

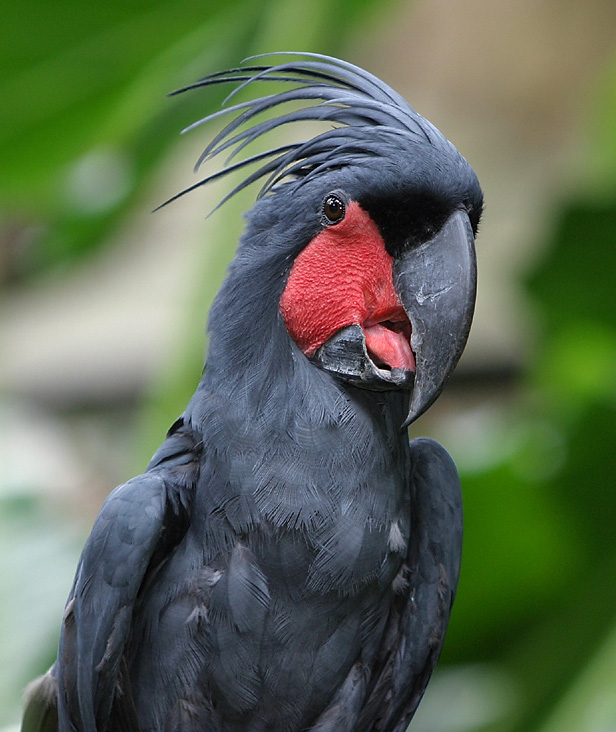
طوطی‌کاکلی نخل